# Orbital nguyên tử

Electron nguyên tử và các orbital phân tử. Biểu đồ orbital (trái) được sắp xếp theo mức năng lượng tăng dần (xem quy tắc Madelung). Lưu ý rằng các orbital nguyên tử là hàm của ba tham số biến (2 độ, và khoảng cách r từ hạt nhân). Những hình ảnh này chỉ mô tả thành phần của orbital, nhưng không hoàn toàn mô tả lại của orbital một cách toàn diện.

Trong thuyết nguyên tử và cơ học lượng tử, orbital nguyên tử (tiếng Anh: atomic orbital, viết tắt là AO), hay còn gọi là obitan nguyên tử, đám mây nguyên tử, quỹ vực nguyên tử, là một hàm số mô tả lại trạng thái giống như sóng của một electron trong nguyên tử. Hàm này có thể được sử dụng để tính xác suất tìm thấy bất kỳ electron nào của nguyên tử ở bất kỳ vùng cụ thể nào xung quanh hạt nhân nguyên tử. Thuật ngữ orbital nguyên tử cũng có thể đề cập đến vùng hoặc không gian vật lý nơi có thể tính toán được sự hiện diện của electron, như được dự đoán bởi dạng toán học cụ thể (particular mathematical form) của orbital.
Mặc dù điều này giống với các hành tinh quay xung quanh Mặt Trời, các electron không thể mô tả như những hạt rắn và vì thế mới có tên gọi là orbital nguyên tử. Từ trước, con người nghĩ orbital nguyên tử tương tự như quỹ đạo hình elip của các hành tinh. Một cách nói chính xác hơn là một đám bụi lớn và thường có khí quyển với hình thù kỳ quặc (là tập hợp các hạt electron), phân bố xung quanh một hành tinh tương đối nhỏ (là hạt nhân nguyên tử). Nếu chính xác thì các orbital nguyên tử được mô tả như hình dạng của bầu khí quyển chỉ khi một electron độc thân có mặt trong một nguyên tử. Khi có nhiều electron được thêm vào một nguyên tử độc thân, sự bổ sung thêm các electron đó tạo nên sự đồng đều để lấp đầy vùng không gian xung quanh hạt nhân (đôi khi còn gọi là "đám mây electron" của nguyên tử) dẫn đến một khối hình cầu trong đó xác suất tìm thấy electron càng ngày càng lớn.
Mỗi orbital trong nguyên tử được đặc trưng bởi một tập hợp các giá trị của ba số lượng tử n, ℓ, và ml, tương ứng với năng lượng của electron, mô men động lượng của nó và thành phần vectơ mô men động lượng (số lượng tử từ). Để thay thế cho số lượng tử từ, các orbital thường được "dán nhãn" với các harmonic polynomials liên quan (ví dụ như xy, x2 − y2). Mỗi orbital như vậy có thể được "chiếm" bởi tối đa hai electron, mỗi electron có projection of spin riêng của nó {\displaystyle m_{s}}. Các tên đơn giản orbital s, orbital p, orbital d và orbital f đề cập đến các orbital có số lượng tử mô men động lượng ℓ = 0, 1, 2 và 3. Những tên này, cùng với giá trị của n, được sử dụng để mô tả cấu hình electron của nguyên tử. Chúng bắt nguồn từ mô tả của các nhà quang phổ học đầu tiên về một số vạch quang phổ kim loại kiềm là sharp, principal, diffuse, và fundamental. Orbital cho ℓ > 3 tiếp tục theo thứ tự bảng chữ cái (g, h, i, k,...), bỏ j vì một số ngôn ngữ không phân biệt chữ "i" và "j".
Từ khoảng năm 1920, ngay trước khi nền cơ học lượng tử hiện đại và quy tắc Klechkovsky ra đời thì nguyên tử được tạo dựng nên từ các cặp electron, được sắp xếp đơn giản lặp đi lặp lại theo mô hình số lẻ (1, 3, 5, 7,...), đã được gợi lên bởi Niels Bohr và một số người tham gia khác có chút giống với orbital nguyên tử trong cấu hình electron của các nguyên tử phúc tạp. Trong toán học của vật lý nguyên tử, nó được dùng để giới thiệu về các hàm điện tử của các hệ thống phức tạp vào trong sự kết hợp với sự đơn giản của orbital nguyên tử. Mặc dù mỗi electron trong một đa electron nguyên tử không giới hạn trong một hoặc hai electron nguyên tử, vẫn còn hàm sóng lượng tử có thể bị phá vỡ khi vẫn còn trong orbital nguyên tử.

## Định nghĩa chính của cơ học lượng tử

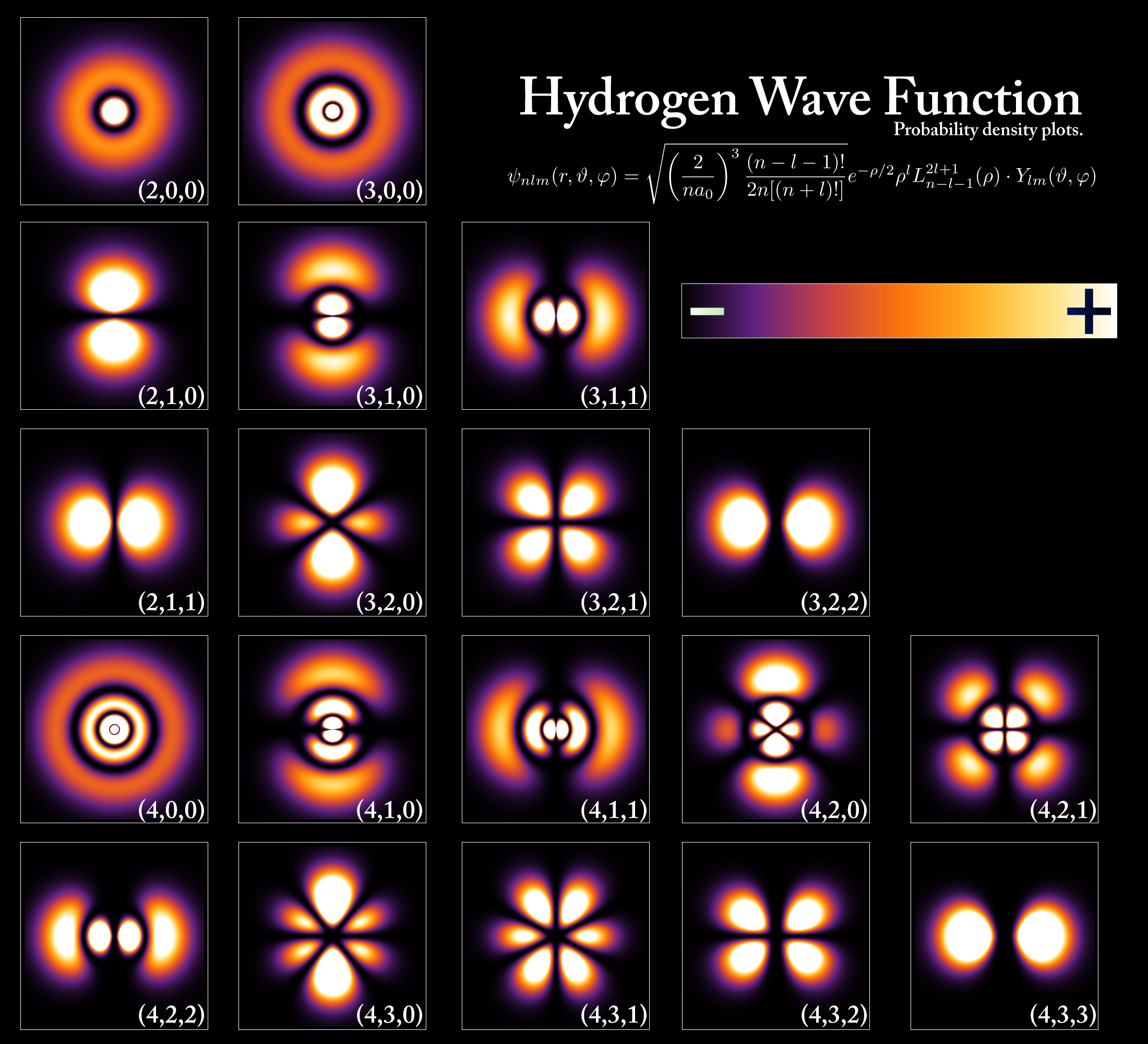
Orbital nguyên tử của electron trong nguyên tử hydro ở các mức năng lượng khác nhau. Xác suất tìm thấy electron được cho bởi màu sắc.

Trong cơ học lượng tử, trạng thái của một nguyên tử, tức là những trạng thái riêng của nguyên tử Hamilton, được mở rộng vào trong tổ hợp tuyến tính của các sản phẩm theo nguyên tắc phản đối xứng của những hàm electron riêng biệt. Các thành phần có trong không gian của những hàm electron riêng biệt được gọi là orbital nguyên tử. (Khi xét qua thành phần spin, một cách nói khác của orbital nguyên tử spin).
Trong vật lý nguyên tử, các vòng quang phổ nguyên tử tương ứng với trình chuyển đổi (bước nhảy lượng tử) giữa các trạng thái lượng tử của một nguyên tử. Các trạng thái này được ký hiệu bởi tập hợp số lượng tử được tóm tắt trong biểu tượng thuật ngữ và thường liên quan đến cấu hình đặc biệt của electron.

## Lịch sử
Thuật ngữ "orbital" được Robert S. Mulliken đặt ra vào năm 1932, là viết tắt của hàm sóng orbital một electron. Niels Bohr giải thích vào khoảng năm 1913 rằng các electron có thể quay xung quanh một hạt nhân compact với mô men động lượng xác định. Mô hình của Bohr là một sự cải tiến dựa trên những giải thích năm 1911 của Ernest Rutherford. Nhà vật lý người Nhật Bản Hantaro Nagaoka đã công bố một giả thuyết dựa trên quỹ đạo (orbit-based hypothesis) về hành vi của electron ngay từ năm 1904. Những lý thuyết này đều được xây dựng dựa trên những quan sát mới, bắt đầu từ những hiểu biết đơn giản và trở nên chính xác và phức tạp hơn. Giải thích hành vi của các "quỹ đạo" electron này là một trong những động lực thúc đẩy sự phát triển của cơ học lượng tử.

## Mức năng lượng orbital
Mỗi orbital có một mức năng lượng riêng. Các electron trên mỗi orbital có một mức năng lượng xác định gọi là mức năng lượng orbital nguyên tử. Các electron trên các orbital khác nhau của cùng một phân lớp có năng lượng như nhau.